# Juin 1842

## Événements
- L’amiral français Abel Aubert Du Petit-Thouars annexe les îles Marquises et met fin aux luttes tribales.

- 10 juin, France : clôture de la session parlementaire.

- 11 juin, France : adoption de la « Loi relative à l'établissement des grandes lignes de chemin de fer en France, qui décide l'organisation des chemins de fer en étoile autour de Paris, connue sous le nom d'« étoile de Legrand ».
  - loi régissant le financement des chemins de fer. Elle établit le réseau général de nos chemins de fer, ordonna que les dépenses des travaux qui devaient rester à la charge de l'État seraient provisoirement supportées par la dette flottante. Au 31 décembre 1847, les avances s'élevaient à 441,000,000 fr. La loi décide la construction d’un réseau rayonnant autour de Paris ; l’État réalise l’infrastructure et prend à sa charge 1/3 des frais, les deux autres tiers étant à la charge des départements et communes desservis ; l’exploitation des lignes est concédée à des entreprises privées qui apportent les rails et le matériel roulant;
  - cette loi, dit Guizot (Mémoires T VIII p. 626) : "justement appelée leur charte; l'autre (du 15 juillet 1845) qui a réglé la police des chemins de fer et fondé ainsi le régime permanent de ce grand et nouveau système de communication. Cette dernière loi, présentée et soutenue par M. Dumon, alors ministre des travaux publics, n'a pas cessé d'être en vigueur. Au 31 décembre 1847, il y avait 2,059 kilomètres de chemins de fer en pleine exploitation, et 2,144 kilomètres de, chemins de fer en construction."
  - lois sur le prolongement du chemin de fer de Paris à Rouen jusqu'au Havre.

- 13 juin, France : dissolution de la Chambre des députés. Les élections sont fixées au 9 juillet.

- 18 juin : Gobineau se lie avec le professeur allemand Adelbert von Keller et commence avec lui une correspondance qui durera jusqu'à sa mort.

- 19 juin, France : Les Débats commencent la publication des Mystères de Paris d'Eugène Sue.

- 28 juin : à l'Académie française, Victor Hugo est élu directeur; Pierre-Simon Ballanche, chancelier.

## Naissances
- 22 juin : Ernest Hamy (mort en 1908), médecin, anthropologue et ethnologue français.

## Décès
- 24 juin : Jean-Baptiste Jollois (né en 1776), ingénieur français.